# Premio Gobbi de Oro
El Premio Gobbi de Oro, fue creado por Horacio Ferrer, fundador de la Academia Nacional del Tango y es otorgado anualmente a  personalidades, entidades y medios a los cuales la Academia reconoce por su la labor, trayectoria y el aporte al tango.
La estatuilla que simboliza el premio está basada en la figura del violinista, compositor y director de orquesta Alfredo Gobbi (1912-1965) y fue creada por el escultor Leo Vinci.